# Helena Makowska-Fijewska

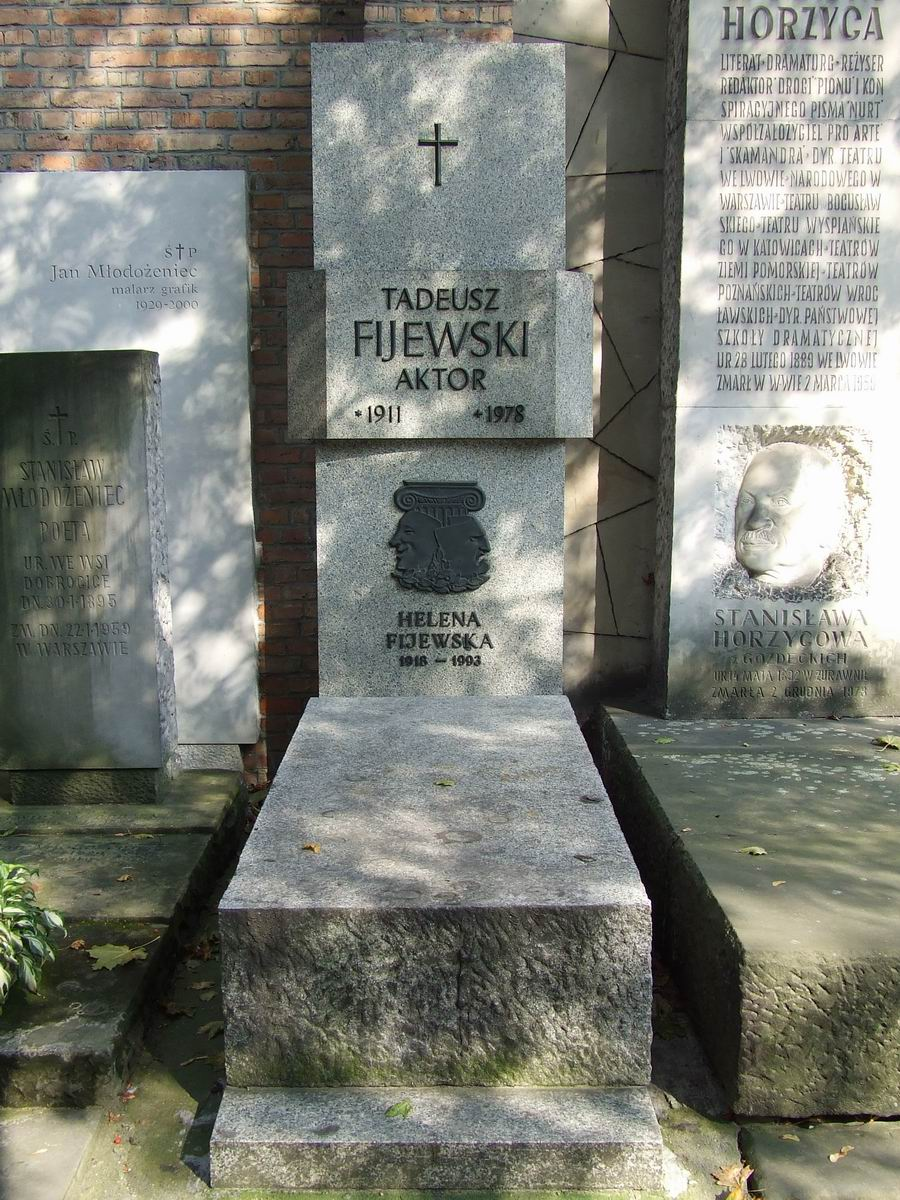
Grób Tadeusza i Heleny Fijewskich na cmentarzu Powązkowskim

Helena Makowska-Fijewska z domu Modrzyńska (ur. 18 maja 1918 w Rybnie, zm. 1 października 1993 w Warszawie) – polska aktorka i śpiewaczka operowa.

## Życiorys
Urodziła się w rodzinie Damazego (ur. 1889) i Anieli (ur. 1895) Modrzyńskich. Miała brata Damazego (1914–1939) oraz pięć sióstr: Honoratę, Eugenię, Urszulę, także aktorkę, Franciszkę i Teresę.
W 1938 jako studentka WSM w Toruniu wygrała konkurs piękności zorganizowany przez „Tygodnik Filmowy”. Występowała w warszawskim Teatrze 8.30.
W czasie okupacji niemieckiej uczęszczała na prywatny kurs wokalny prof. Adeli Comte-Wilgockiej. Była też uczennicą Eugenii Hoffman-Weikertowej.
Po wojnie zadebiutowała w 1946 w łódzkim Teatrze Komedii Muzycznej „Lutnia”. Potem była solistką Teatru Nowego w Warszawie, przekształconego w 1954 w Operetkę. W latach 1968–1974 była aktorką Teatru Polskiego w Warszawie. 
W latach 1952–1967 grała w słuchowiskach Teatru Polskiego Radia. Występowała m.in. w serii komedii Jana Rybkowskiego o przygodach pana Anatola, gdzie wcielała się w postać Maniuśki, żony Anatola, którego grał Tadeusz Fijewski, rzeczywisty mąż. 
W 1981 została odznaczona Złotym Krzyżem Zasługi.
Pierwszym jej mężem był Józef Makowski, bydgoski artysta malarz i rzeźbiarz, drugim –  Tadeusz Fijewski, aktor.
Zmarła w Warszawie, pochowana wraz z mężem na cmentarzu Powązkowskim (kwatera Aleja Zasłużonych-1-94).

## Filmografia
- 1956 – Nikodem Dyzma – hrabina Czarska
- 1957 – Pętla – barmanka w barze „Pod Orłem”
- 1957 – Kapelusz pana Anatola – Maniuśka Kowalska, żona Anatola
- 1958 – Pan Anatol szuka miliona – Maniuśka Kowalska, żona Anatola
- 1959 – Inspekcja pana Anatola – Maniuśka Kowalska, żona Anatola
- 1967 – Katarynka – znajoma sąsiadki pana Tomasza
- 1969 – Czterej pancerni i pies – więźniarka z wyzwolonego obozu

Źródło:.

## Spektakle Teatru TV
- 1960 – Godzina dwunasta
- 1966 – Katarynka – Dama

Źródło:.